# بمب‌گذاری‌های شهر کویت (۱۹۸۵)
بمب‌گذاری‌های شهر کویت(۱۹۸۵) (انگلیسی: 1985 Kuwait City bombings) در ۱۱ ژوئیه ۱۹۸۵، دو بمب در دو کافه در شهر کویت، کویت منفجر شد که ۱۱ کشته و ۸۹ زخمی بر جای گذاشت. گروهی وابسته به سازمان فلسطینی ابونضال مسئولیت این حمله را به همراه سازمان جهاد اسلامی وایسته به حزب‌الله بر عهده گرفت.

## حمله
اولین بمب‌گذاری در کافه ساحلی الشرق، زمانی که خانواده‌ها در آستانه یک روز مقدس مسلمانان جمع شده بودند، و انفجار دوم در منطقه پرجمعیت سلمیه روی داد. بمب سوم توسط نیروهای امنیتی کویت در یک کافه دیگر کشف و منفجر شد. جلسه اضطراری کابینه دولت کویت با حضور شیخ صباح الاحمد الجابر الصباح، نخست‌وزیر وقت، وزیر امور خارجه برگزار شد. مقامات فرودگاه بین‌المللی کویت را در پاسخ به «یک اقدام احتیاطی» به روی پروازهای خروجی بستند.
چندین انگیزه برای این حملات در مطبوعات در نظر گرفته شد، به ویژه از جمله سیاست خارجی مرتبط با ایران و سوریه. این حملات جدیدترین حملات از یک سری حملات تروریستی در کویت پس از بمب‌گذاری‌های کویت در سال ۱۹۸۳ بود که گمان می‌رفت با ایران مرتبط باشد، از جمله ربودن پرواز ۲۲۱ کویت ایرویز و تلاش برای ترور احمد الجارالله مدیر روزنامه و جابر الاحمد الصباح حاکم کویت. این کافه‌ها همچنین به عنوان «زخمی در قلب اسلام» توسط تروریست‌ها یاد شد چون که به زنان و مردان اجازه می‌دادند با هم غذا بخورند.
در ژانویه ۱۹۸۷، دو مرد به دلیل این حملات به اعدام، سومی به حبس ابد و نفر چهارم به سه سال زندان محکوم شدند.